# Desconto comercial composto
O Desconto Comercial Composto (por fora), também chamado Desconto Bancário Composto, tem como base o cálculo do juro composto. O desconto se dá entre o valor nominal (valor futuro) e valor atual (valor presente) do compromisso, isto é, a data em que se propõe que seja feito o desconto.
O desconto corresponde à quantia a ser abatida do valor nominal, e o valor descontado é a diferença entre o valor nominal e o desconto.
| {\displaystyle D} | Desconto realizado sobre o título          |
| {\displaystyle A} | Valor Atual ou Valor Presente de um título |
| {\displaystyle N} | Valor Nominal ou Valor Futuro de um título |
| {\displaystyle i} | Taxa de desconto                           |
| {\displaystyle n} | Número de períodos para o desconto         |

O valor Atual ({\displaystyle A}) se obtém pela seguinte do Desconto Composto Comercial:
{\displaystyle A=N\cdot (1-i)^{n}}
O Desconto é a diferença entre o valor Nominal ({\displaystyle N}) e o valor Atual ({\displaystyle A}).
{\displaystyle D=N-A}
Exemplo
Um título no valor de $10.000 é descontado 2 meses antes de seu vencimento, a uma taxa de 10% a.m., segundo o regime de Desconto Comercial Composto. Qual é a atual do título à época do resgate?
{\displaystyle {\begin{aligned}A&=10.000\cdot (1-0,1)^{2}\\&=10.000\cdot (0,9)^{2}\\&=10.000\cdot 0,81\\&=8.100\end{aligned}}}
O valor atual do título, quando do resgate antecipado, é de $8.100.